# Anita, no te rajes
 (срп. Анита, не предај се) америчка је теленовела продукцијске куће Телемундо, снимана током 2004. и 2005.

## Синопсис
Анита Гереро је лепа и млада мексиканка која се илегално доселила у Лос Анхелес у потрази за својом тетком Консуело, како би испунила последњу жељу жене која ју је одгајила. Оно што она не зна је да је Консуело Гереро њена права мајка, жена која је се одрекла још пре него што ју је родила због чињенице да је она настала као плод болног силовања. Консуело се сада скрива преко лажног имена и удата је за богатог архитекту  ирског порекла.
Упркос свему Анита се не предаје и иде кроз живот са срцем у рукама. Симпатична је и увек насмејана девојка, непромишљена, пребрзо износи своје мишљење, прича више него што би требало, но то увиди тек у тренутку када је сатерају емоције. Лако падне у плач, но још лакше поврати осмех на лице..
Анита долази у Мајами и ту упознаје велику љубав, Луис Едуарда Контрераса, успешног инжењера који се заљубљује у њу без обзира што је ожењен са манекенком Аријаном Дупонд. Искрено, његов брак са Аријаном је пропаст, и то га чини превише исфрустрираним. Са своје стране, Аријана је прорачуната и безосећајна, не жели бити верна своме мужу и вара га са најбољим пријатељем Рамиром Алборнозом. Едуардо је спреман на развод, али она му не жели дозволити нов живот са Анитом. Но њени планови би убрзо могли пасти у воду уколико се сазна да је трудна и да је дете које носи у ствари Рамирово. Аријана очајно трага за изласком из те ситуације, те изазива абортуз за који оптужује Аниту. Едуардо поверује у наводну Анитину окрутност те је пријави полицији.
У свом бегу, Анита се судара са аутомобилом којим управља њена мајка. Консуело, свесна чињеница да судбина једноставно инсистира да је споји са својом ћерком, одлучује да јој помогне без откривања шта јој је она у ствари. Временом открива да је њена ћерка у ствари једно дивно биће, али не долази до начина којим би јој могла саопштити истину о вези која их повезује. У међувремену, Анита бива ухапшена и одведена до суда. У затвору открива праву истину о свом пореклу и почиње да осећа мржњу према свима који су јој нанели зло, укључујући и своју мајку. Након неког времена, Анита се ослобађа кривице захваљујући свом адвокату Хулију Сесару Алзкараји. Такође то је и Консуелина, као и Луис Едуардова заслуга, који се сазнајући  посветио како би исправио непрадву коју јој је нанео.
Аријана почиње нову игру. Сада прети да ће убити Аниту, но Луис Едуардо то успева да реши ризикујући сопствени живот. Анита му опрашта и мири се са животом док Аријана умире од анорексије. На прослави њиховог венчања испуњена је срећом и увиђа да је право време за опроштаје, радости и захвалност Богу што ју је извео на прави пут и научио да се ни у животу ни у љубави никад не треба предати.

## Улоге
| Глумац:             | Улога:                              |
| ------------------- | ----------------------------------- |
| Ивоне Монтеро       | Анита Гереро                        |
| Хорхе Енрике Абељо  | Луис Едуардо Контрерас              |
| Наталија Стрејгнард | Аријана Дупонт Аристизабал          |
| Марсело Сазан       | Давид Аристизабал                   |
| Роберто Мол         | Абелардо Рејес                      |
| Исабел Морено       | Каћита Морет                        |
| Јанете Лехр         | Карлота Аристизабал де Дупонт       |
| Жован Рамос         | Рамиро Алборноз                     |
| Марта Писанес       | Аманда Аристизабал                  |
| Едуардо Серано      | Емилијано Контрерас                 |
| Елус Пераза         | Консуело Гереро / Грасијела О Донел |
| Кристијан Тапан     | Франциско                           |
| Родолфо Хименез     | Пабло Риос                          |
| Габријел Париси     | Били О Донел                        |
| Алекса Куве         | Дулсе Марија Контрерас              |
| Мили Руперто        | Амбар Барос                         |
| Андреа Лорето       | Анђи Барос                          |
| Дабас Малавер       | Мемо Валијенте                      |
| Јадира Сантана      | Мерседес                            |
| Лаура Термини       | Маги О Донел                        |
| Росалинда Родригез  | Ћајо Гереро                         |
| Јана Мартинез       | Нати Изкјердо                       |
| Габријел Травесари  | Детектив Малдонадо                  |
| Мичеле Мантерола    | Лусесита                            |
| Јахкин Санталука    | Ћућо                                |
| Кенија Газкон       | Гвадалупе Изкјердо                  |
| Рубен Камело        | Роке Изкјердо                       |
| Хорхе Алберти       | Фреса                               |
| Данијел Фабијус     | Том О Донел                         |
| Ребека Монтоја      | Консуело Гереро (у млађим данима)   |
| Лиз Гаљардо         | Ћајо Гереро (у млађим данима)       |